# Australiens Davis Cup-lag
Australiens Davis Cup-lag (engelska: Australia Davis Cup team) representerar Australien i tennisturneringen Davis Cup, tidigare International Lawn Tennis Challenge. Australien debuterade i sammanhanget 1919 och har vunnit flera titlar.  1905– 1914 ingick man i Australasien.